# Сапронов Тимофій Володимирович
Тимофій Володимирович Сапронов (1887, село Мостаушка Тульської губернії, тепер Тульської області, Російська Федерація — розстріляний 28 вересня 1937, Москва) — радянський партійний, господарський та профспілковий діяч, голова Харківського губернського революційного комітету. Член ЦК КП(б)У в березні — квітні 1920 р. Член ЦК РКП(б) в квітні 1922 — квітні 1923 р.

## Біографія
Народився в селянській родині. Здобув початкову освіту — у 1894 році закінчив три класи сільської школи. У 1895—1899 роках — сільський пастух, у 1899—1902 роках — слуга в поміщиці у Санкт-Петербурзі. З 1902 року — робітник у підрядника фарбарських робіт, робітник на фабриках, вантажник, двірник. За професією — фарб'яр.
У революційному русі з 1905 року. Самостійно організовував серед робітників революційні осередки, з 1907 року працював у професійному русі робітників-будівельників, спілку яких йому вдалося організувати, незважаючи на протидію з боку царської поліції. У 1907 році його вперше заарештувала царська поліція.
Член РСДРП(б) з 1912 року. Вів революційну діяльність у Москві, Санкт-Петербурзі, Саратові, Нижньому Новгороді, Тулі, зазнавав переслідувань з боку царських властей. У 1916 році мобілізовувався до російської імператорської армії, звідки був звільнений через хворобу. Перебував на нелегальному становищі.
У 1917 році — голова Тушино-Гучковської районної Ради міста Москви, голова Московської повітової ради, член Московського (губернського) комітету РСДРП(б). У січні 1918 року — член бюро фракції більшовиків Установчих зборів Росії.
У 1918 — грудні 1919 року — голова виконавчого комітету Московської губернської ради. Одночасно працював завідувачем відділу праці Московської губернії. У грудні 1919 — лютому 1924 року — член Президії Всеросійського Центрального Виконавчого Комітету (ВЦВК).
У грудні 1919 — квітні 1920 року — голова Харківського губернського революційного комітету.
У липні — листопаді 1920 року — заступник секретаря Петроградського губернського комітету РКП(б). У листопаді 1920 року був відповідальним секретарем Самарського губернського комітету РКП(б).
Одночасно, у серпні 1920 — травні 1921 року — голова ЦК Спілки будівельників РРФСР. У 1920—1921 роках — один із лідерів групи (фракції) «демократичного централізму» в РКП(б).
У листопаді 1920 — травні 1921 року — голова Малої Ради народних комісарів (РНК) РРФСР. У травні — вересні 1921 року працював головою Головного комітету державних споруд при ВРНГ РРФСР та заступником голови Вищої Ради народного господарства (ВРНГ) РРФСР. У 1922 році — секретар Уральського бюро ЦК РКП(б).
У грудні 1922 — лютому 1924 року — секретар Всеросійського Центрального Виконавчого Комітету (ВЦВК). Обирався членом президії Всеросійської центральної ради професійних спілок (ВЦРПС). У 1923—1924 роках — один із лідерів «лівої опозиції» в РКП(б). У липні 1925 — березні 1926 роках — член колегії Головного концесійного комітету при РНК СРСР. У 1926—1927 роках — член колегії Інституту радянського будівництва при ВЦВК.
12 листопада 1927 року виключений із ВКП(б). У 1928 році висланий на заслання в Кримську АРСР.
У 1935 році заарештований органами НКВС і засуджений на 5 років позбавлення волі у Верхньоуральській тюрмі особливого призначення. Перебуваючи у в'язниці, знову був заарештований 10 серпня 1937 року. 28 вересня 1937 року засуджений до розстрілу. Розстріляний і похований на Донському кладовищі Москви. Реабілітований у 1990 році.